# نير السيف
نَيِّر السيف أو إيوتا الجبار وفق تسمية باير (بالإنجليزية: Iota Orionis أو ι Orionis، يُختصر إلى ι Ori)‏، هو نظام نجم متعدد يقع في كوكبة الجبار الاستوائية. إنه ثامن ألمع عضو في كوكبة الجبار، حيث يبلغ قدره الظاهري 2.77 ويُعتبر أيضًا ألمع عضو في الصورة النجمية المعروفة باسم سيف الجبار [الإنجليزية]. وهو عضو في العنقود المفتوح NGC 1980. من قياسات اختلاف المنظر، يقع على مسافة قرابة 1340 سنة ضوئية (421 فرسخ فلكي) من الشمس.
يحتوي النظام على ثلاثة مُركِّبات مرئية تسمى نير السيف A وB وC. وقد اُسْتُبِين  نير السيف A أيضًا باستخدام قياس التداخل البُقيعي وهو أيضًا ثنائي طيفي ضخم، مع مركّبات نير السيف Aa1 (المسمى رسميًا هاتيسا (Hatysa)) وAa2 وAb.

## روابط خارجية
- Iota Orionis للدكتور جيمس كيلر [الإنجليزية] (بالإنجليزية).
- David Darling's encyclopedia entry (بالإنجليزية).